# Puchverk (Hrádek)
Puchverk je základní sídelní jednotka obce Hrádek v klatovském okrese Plzeňského kraje. Leží vzdálen asi 4,5 kilometru vzdušnou čarou od Hrádku. Místem prochází silnice II/187 spojující Sušici s Nepomukem. Zástavba v Puchverku je rozprostřena kolem této komunikace. V jihovýchodní partii sídla je na této silnici zbudována autobusová zastávka pojmenovaná „Hrádek, Puchverk“. Po jižní straně silnice tudy protéká řeka Ostružná, která se pak u Sušice vlévá do Otavy. Na toku, jižně od dnešní silniční komunikace, stával vodní mlýn.